# Veículo não tripulado

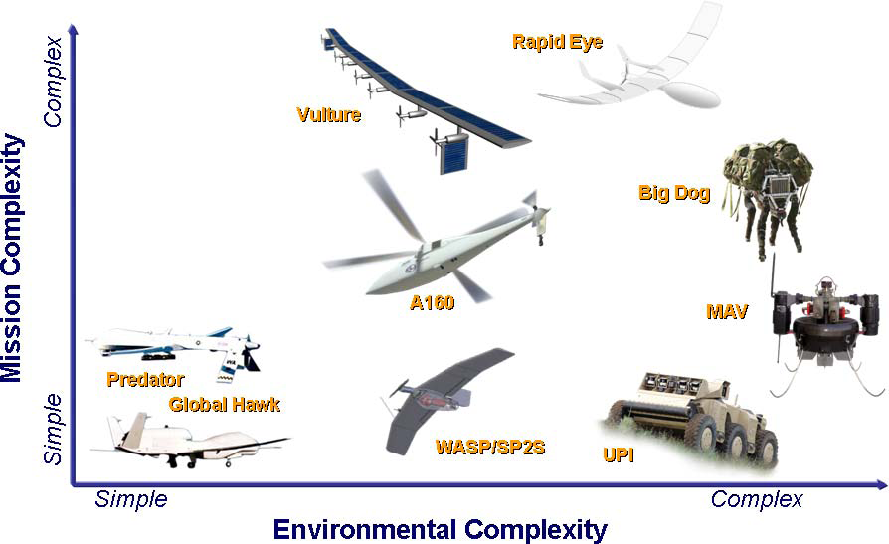
Diversos veículos não-tripulados

Um veículo não tripulado é um veículo que, para circular, navegar ou voar, não necessita de um ser humano a bordo. Veículos não tripulados podem tanto ser controlados remotamente, por uma pessoa, como serem veículos autônomos capazes de "sentir" o ambiente e navegar por conta própria - ver inteligência artificial.
Tipos: 
- Veículo terrestre não tripulado (VTNT), como o veículo autônomo;
- Veículo aéreo não tripulado (VANT), muito conhecido com "drone";
  - Veículo aéreo não tripulado de combate (VANTC);
- Veículo de superfície aquática não-tripulado (VSANT), para operação nos oceanos, rios, lagos e etc;
- Veículo subaquático autónomo (VSA, sigla inglesa AUV), para operações submarinas;[1][2]
- Espaçonave não tripulada, para missões espaciais não tripuladas,  espaçonave robótica e sonda espacial.